# Full-Court Miracle
Full-Court Miracle (Milagro en la cancha en América Latina y Gigantes del Basket en España) es una película de drama deportivo estadounidense de 2003 estrenada como película original de Disney Channel. Fue estrenada el 21 de noviembre de 2003. Inspirada en la historia real de la estrella de baloncesto de los Cavaliers de la Universidad de Virginia, Lamont Carr. La película se centra en un grupo de jóvenes jugadores de baloncesto judíos que buscan un entrenador que los ayude a salir de una mala racha durante la temporada del Janucá. Se filmó en Toronto.

## Trama
Alex "Schlots" Schlotsky (Alex D. Linz) es un estudiante de primer año de 14 años que asiste a una escuela judía en Filadelfia, junto con sus mejores amigos, los cuales forman parte del equipo de baloncesto del instituto. Al no poder encontrar a nadie que pueda ayudarles, deciden pedirle ayuda a un exjugador de baloncesto, Lamont Carr (Richard T. Jones), para que les entrene y les ayude a superar su mala racha de partidos durante la temporada del Janucá.

## Elenco
- Alex D. Linz como Alex "Schlots" Schlotsky
- Richard T. Jones como Lamont Carr
- R. H. Thomson como el rabino Lewis
- Sean Marquette como Ben "Big Ben" Swartz
- Erik Knudsen como TJ Murphy
- David Sazant como "Joker" Levy
- Sheila McCarthy como la Sra. Klein
- Linda Kash como Cynthia Schlotsky
- Jason Blicker como Marshall Schlotsky
- Cassie Steele como Julie
- Jack Manchester como Tyler
- Ron Gabriel como el entrenador Simowitz
- Stan Coles como Larry
- Sean Loucks como Bob, el árbitro
- Gina Kash como Sarah Lewis
- Dan Willmott como conductor de grúa
- Elle Downes como Charmaine
- Jerome Williams como él mismo

## Recepción
Laura Fries de Variety criticó la película y escribió que el director Stuart Gillard "pierde una excelente oportunidad de presentar una alternativa multicultural conmovedora y entretenida a la programación habitual". Escribió que Gillard "sienta las bases para un drama significativo, pero intercala de forma inconsistente elementos de fantasía y comedia física". Joe Eskenazi de JWeekly encontró a los personajes adultos unidimensionales, pero aplaudió a los actores más jóvenes. Calificó la película de "cursi" pero, aun así, "le gustó un poco".